# Serpek-Verfahren
Das Serpek-Verfahren ist ein historisches Verfahren zur Herstellung von Ammoniak durch Hydrolyse von Metallnitriden. Eine Anlage nach dem Serpek-Verfahren, das auf der Umwandlung von Aluminiumoxid mittels Kohle und Stickstoff zu Aluminiumnitrid beruhte, wurde 1909 in Niedermorschweiler von der Internationale Nitridgesellschaft im Elsass in Betrieb genommen. Das Verfahren erlangte jedoch keine industrielle Bedeutung. 
Die Bildung des Ammoniak aus Aluminiumnitrid erfolgt gemäß der Gleichung: 
{\displaystyle \mathrm {AlN+NaOH+3\ H_{2}O\longrightarrow NH_{3}+Na[Al(OH)_{4}]} }.
Aus Magnesiumnitrid erfolgt die Bildung von Ammoniak wie folgt:
{\displaystyle \mathrm {Mg_{3}N_{2}+6\ H_{2}O\longrightarrow 3\ Mg(OH)_{2}+2\ NH_{3}} }